# Ibis białoskrzydły
Ibis białoskrzydły (Lophotibis cristata) – gatunek ptaka z rodziny ibisów (Threskiornithidae). Jedyny przedstawiciel rodzaju Lophotibis. Występuje wyłącznie na Madagaskarze (z wyjątkiem środkowej części wyspy).
Cechy gatunkuJest to nieduży w porównaniu do innych ibisów ptak. Tułów oraz sterówki są kasztanowobrązowe, ogon jest ciemniejszy z metalicznym połyskiem. Całe skrzydła, z wyjątkiem barkówek są białe, co jest cechą charakterystyczną tego gatunku. Na głowie znajdują się pióra z zielonym połyskiem. W razie niebezpieczeństwa nie zrywa się do lotu, woli uciekać między drzewami.
Wymiary
- długość ciała: ok. 50 cm[3]

BiotopWszystkie typy lasów pierwotnych, w tym podmokłe na północy i wschodzie oraz suche na południu i zachodzie wyspy. Jest ptakiem osiadłym; doniesienia o tym, że wschodnie populacje migrują, nie znalazły potwierdzenia.
LęgiLęgi mają miejsce na początku pory deszczowej. Gniazdo to duża platforma zbudowana z gałęzi, umiejscowiona zwykle w rozwidleniu konarów drzew, 7–15 m nad ziemią. Samica składa 2–3 jaja.
PożywienieŻeruje parami na dnie lasu. Odżywia się bezkręgowcami i drobnymi kręgowcami, w tym żabami i gadami.
StatusIUCN od 2024 roku uznaje ibisa białoskrzydłego za gatunek narażony (VU, Vulnerable); wcześniej klasyfikowano go jako gatunek bliski zagrożenia (NT, Near Threatened). BirdLife International szacuje liczebność populacji na 2500–9999 osobników dorosłych, a jej trend ocenia jako silnie spadkowy. Ptak ten jest szeroko rozprzestrzeniony i lokalnie pospolity. Główne zagrożenia dla gatunku to utrata, degradacja i fragmentacja siedlisk oraz polowania i chwytanie w pułapki.
Podgatunki
Wyróżnia się dwa podgatunki L. cristata:
- L. cristata cristata (Boddaert, 1783) – północny i wschodni Madagaskar
- L. cristata urschi Lavauden, 1929 – zachodni i południowy Madagaskar.